# Gråsidig fnittertrast
Gråsidig fnittertrast (Pterorhinus caerulatus) är en fågel i familjen fnittertrastar inom ordningen tättingar.

## Utseende
Gråsidig fnittertrast är en rätt stor (27–29 cm) medlem av familjen. Den är varmbrun ovan och vitaktig under med grå flanker och svart ansikte. Runt ögat syns blå bar hud och på hjässan svart fjällning.

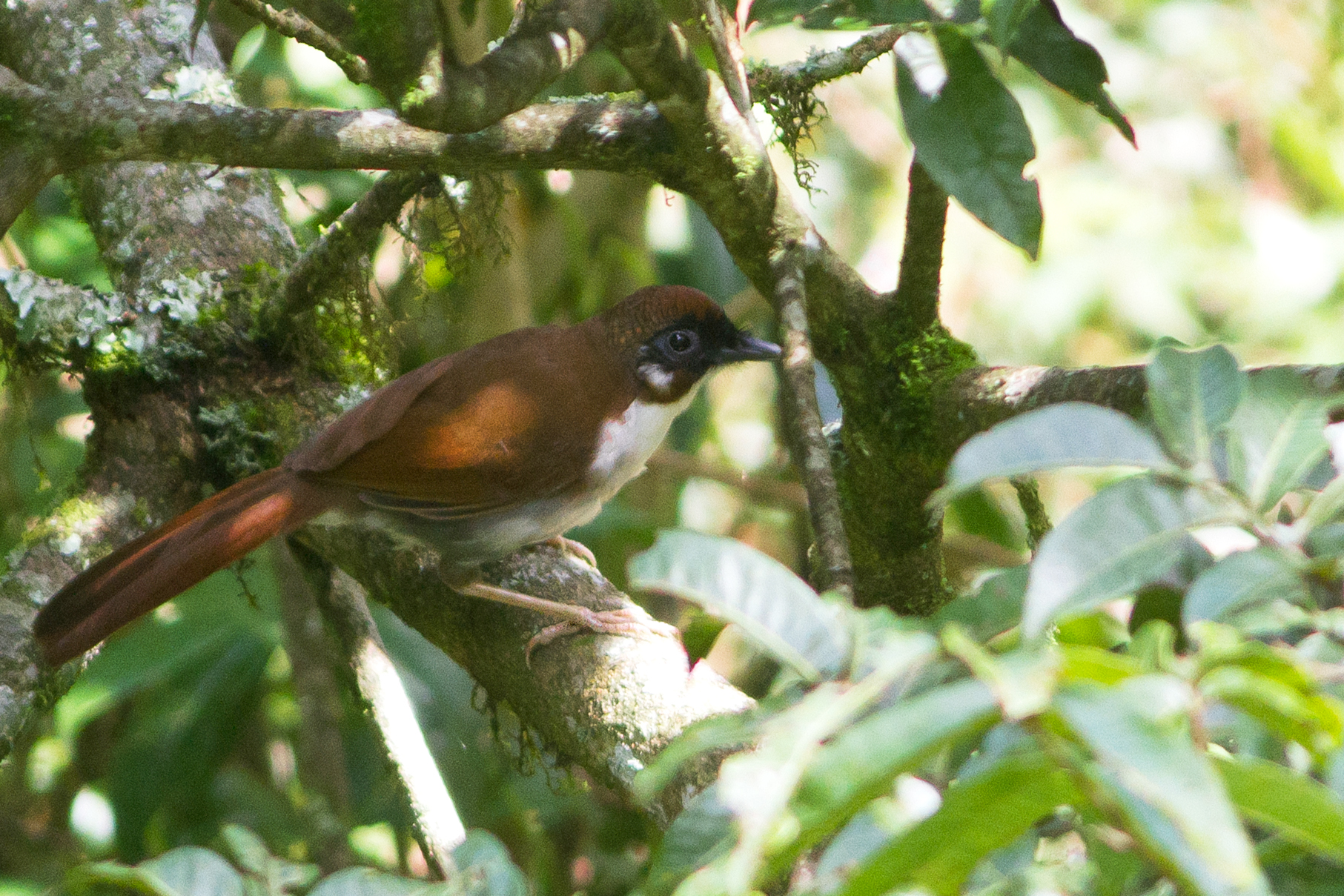
Gråsidig fnittertrast i Sikkim, Indien.

## Utbredning och systematik
Gråsidig fnittertrast delas in i fem underarter med följande utbredning:
- caerulatus – östra Himalaya
- subcaerulatus – Meghalaya och södra Assam i nordöstra Indien
- livingstoni – östra Assam och nordvästra Myanmar
- kaurensis – östra Myanmar och västra Yunnan (sydvästra Kina)
- latifrons – nordöstra Myanmar och näraliggande södra Kina (nordvästra Yunnan)

### Släktestillhörighet
Gråsidig fnittertrast placeras traditionellt i det stora fnittertrastsläktet Garrulax, men den taxonomiska auktoriteten Clements et al lyfte ut den och ett antal andra arter till släktet Ianthocincla efter DNA-studier. Senare studier visar att Garrulax består av flera, äldre utvecklingslinjer, även inom Ianthocincla. Författarna till studien rekommenderar därför att släktet delas upp ytterligare, på så sätt att gråsidig fnittertrast med släktingar lyfts ut till det egna släktet Pterorhinus. Idag följer tongivande International Ornithological Congress och även Clements et al dessa rekommendationer.

## Levnadssätt
Gråsidig fnittertrast hittas i tät undervegetation i städsegrön lövskog, ibland även i tallskog. Den påträffas påp mellan 1065 och 2745 meters höjd i Indien, i Bhutan mellan 1600 och 2400 meter över havet. Födan består av bär, frön och andra vegetabilier som den födosöker efter lågt i buskage och på marken. Utanför häckningstid ses den i smågrupper med mellan tre och 15 fåglar, ibland även med andra arter som rosthakad fnittertrast.

### Häckning
Fågeln häckar mellan april och juli. Den bygger ett stort och kompakt skålformat bo av bambublad, gräs, kvistar och annat material. I boet som placeras i en buske eller ett träd mellan en och fyra meter ovan mark lägger den två till tre ägg. Boparasitism från rödvingad skatgök har rapporterats.

## Status och hot
Arten har ett stort utbredningsområde och en stor population, men tros minska i antal till följd av habitatförstörelse och fragmentering, dock inte tillräckligt kraftigt för att den ska betraktas som hotad. Internationella naturvårdsunionen IUCN kategoriserar därför arten som livskraftig (LC).